# Psaironeura tenuissima
Psaironeura tenuissima – gatunek ważki z rodziny łątkowatych (Coenagrionidae). Występuje na terenie Ameryki Południowej; stwierdzony na terenie Brazylii, Kolumbii, Ekwadoru, Peru, Gujany, Surinamu i Gujany Francuskiej.